# Lionel Vinche
Lionel Vinche né le 21 octobre 1936 à Antoing (Belgique) est un peintre belge .

## Biographie
Fils de marinier, il débute sa vie professionnelle à la Compagnie maritime belge (1956-1957) . Il tente ensuite une carrière auprès du Théâtre national de Belgique où il interprète quelques rôles entre 1960 et 1962.
Il commence à dessiner et à peindre, dans son atelier à Anderlecht à partir de 1961. Jusqu'en 1962, il travaille dans divers théâtres à Bruxelles et rencontre Jean-Pierre Scouflaire, comédien et peintre, dont l'inspiration et les encouragements le mèneront à une première exposition personnelle, à Bruxelles, en 1963.
En 1969, il participe à la création du groupe Yucca avec notamment Jean-Pierre Point et Jacques Vilet, groupe auquel s'ajouteront  Camille De Taeye, et Bob Van der Auwera.
Au cours des années 1970 et 1980, il retourne vers les théâtres bruxellois pour la création de décors.
À partir de 1976, il expose à l'étranger, entre autres à Milan, Amsterdam et Bâle.
Il vit à Uccle depuis 1982.

## Expositions
- 1963 : Bruxelles.
- 1969 : Anvers.
- 1970 : Gand.
- 1971 : Gand.
- 1972 : Genval, La Louvière et Bruges.
- 1975 : galerie Maya (Bruxelles).
- 1976 : Milan.
- 1978 : Milan.
- 1980 : D'Theeboom (Amsterdam).
- 1980 : Palais des Beaux-Arts de Bruxelles, 7e foire d'art actuel.
- 1980 : Tournai.
- 1981 : Banque Bruxelles-Lambert (Namur).
- 1981 : Centre culturel de Bon-Secours.
- 1982 : galerie Primaver (Verviers).
- 1982 : galleria Del Naviglio (Milan).
- 1982 : Bâle
- 1983 : Écrit aux alouettes, huiles et livres, Le Salon d'Art (Bruxelles).
- 1985 : galerij Paul Dewever (Wakken).
- 1985 : La Plaine Vinche, Le Salon d'Art (Bruxelles).
- 1985 : Les marins et les autres…, Garden House (Knokke-le-Zoute).
- 1986 : rétrospective 25 années de peinture, Maison de la Culture de Tournai.
- 1987 : Centre culturel Le Botanique (Bruxelles), illustre en public des poèmes d'André Blavier ; Maison de la Culture de Namur ; Centre Wallonie-Bruxelles (Paris) ; salle Saint-Georges (Liège).
- 1987 : dessins, Maison de la Culture de Namur.
- 1987 : galerie UBU ((Knokke-le-Zoute)
- 1987 : Haute voltige d'un bonhomme, œuvres récentes, Le Botanique (Bruxelles).
- 1987 : salle Saint-Georges, Liège, musée d'Art moderne et d'Art contemporain.
- 1988 : galerie Bernard Cats (Bruxelles).
- 1988 : Gemälde und Zeichnungen Belgisches Haus, Cologne.
- 1988 : Maison belge de Cologne.
- 1988 : musée national des Beaux-Arts (Buenos Aires).
- 1988 : peintures, dessins, galerie Le Bateau Ivre, Redu.
- 1989 : galerie Bernard Cats, Bruxelles.
- 1991 : galerie Bernard Cats, Bruxelles.
- 1993 : huiles sur papier marouflé sur toile, galerie Bernard Cats, Bruxelles.
- 1995 : Moments de journée, galerie Bernard Cats, Bruxelles.
- 1997 : dessins, foyer socio-culturel d'Antoing.
- 1997 : Maison de la Culture de Tournai.
- 1997 : Peinture 1986-1996, Maison de la Culture de Tournai.
- 1998 : Centre d'Art contemporain, Bruxelles
- 2005 : Entre Cobra et abstraction, Palais Royal, Bruxelles.
- 2005 : galerie Boycot, Bruxelles.
- 2005 : galerie Didier Devillez.
- 2005 : Peintures 2003-2005, galerie Dider Devillez, Bruxelles.
- 2006 : Espace B (Glabais), D'un bonheur à l'autre, œuvres récentes[2].
- 2006 : lycée français Jean Monnet, Bruxelles.
- 2009 : Annie Pattijn art galerij, Oostduinkerke.
- 2010 : Anatogallery (Anvers).
- 2010 : librairie Évasions 2 (Bruxelles).
- 2010 : Le quartier déménage, Espace B, Glabais[3].
- 2011 : Pour passer le dimanche, Maison de la Culture de Namur.
- 2012 : L'art dans la ville, « Le juif errant », Eddy Devolder et Lionel Vinche, bibliothèque de la Ville de Tournai.
- 2012 : Le rouge-gorge à la fenêtre, Espace B, Glabais.
- 2012 : Petits trucs pour beaux tricots, Rossi Contemporary, Bruxelles.
- 2014 : Centre culturel d'Uccle.
- 2014 : Espace B, Avant la brocante[4].
- 2015 : Bibliotheca Wittockiana (Bruxelles), Vinche à la lettre[5].
- 2016 : Espace B, Il était une fois…[6].
- 2018 : Espace B, Bestiaire, dessins réalisés entre 1965 et 2018[7].

## Récompenses
- Boursier de l'État, 1967.
- Prix Jos Albert de l'Académie royale de Belgique, 2005.

## Collections publiques
- Bruxelles :
  - Fondation Roi Baudouin[8].
  - ministère de la Culture, administration des Beaux-Arts.
  - Ministerie Vlaamse Gemeenschap. Afd. Beeldende Kunst en Musea.
  - Musées royaux des Beaux-Arts de Belgique.
- Peruwelz, école La Roë.
- Woluwe-Saint-Lambert, musée d'Art spontané.

## Œuvres
- La Sieste de Tinguely sous son lampadaire à pédales, 1975, encre de Chine, rehaussée de crayon de couleur, 26 × 19 cm, localisation inconnue[9].
- Autoportrait – Dieu le père vaut de l’or, 1978, dessin à l’encre sur papier, localisation inconnue[10].
- Le Turc ostendais se repose dans son canapé avec une nana rose, 1987, localisation inconnue[11].
- Jambes en l'air, 1990-1991, huile sur toile, 113 × 146 cm, localisation inconnue[12].
- Avant une promenade, soir pluvieux, oiseau rouge, 1992, aquarelle sur papier, 79 × 104,5 cm, localisation inconnue[13].
- Le Ciel est tout gris, 2002, peinture sur panneau, 100 × 120 cm, localisation inconnue[14].